# 大屯山
大屯山位於台灣西北部的陽明山國家公園內，轄區在台北市的北投區，海拔標高是1,092公尺，為一錐狀活火山，地理上屬於大屯火山群的大屯山亞群，目前是台灣境內唯一的活火山，由大屯火山觀測站（TVO）負責監測與研究事務。
交通部民用航空局飛航服務總臺在大屯山设大屯山助航臺，包括歸航臺（NDB）、VOR和DME。

## 地理

### 大屯山噴發活動
大屯山的噴發活動約始於250萬年前，在今日的大磺嘴附近有了噴發活動，形成原始的大屯山。之後沉寂了約一百多萬年，直到約70萬年前，另一次火山噴發將原始大屯山分離成現今的大屯主峰、大屯西峰和大屯南峰，因此在這些峰頂都沒有火山口，古火山口反而位於三峰與中正山（十八份山）之間。而最近的一次噴發則約在6,000～5,000年前。

### 概要
大屯山主峰現在的海拔1092公尺，設有二等三角點、聯勤內補006號三角點。山頂為民航局助航站設施，一般遊客無法進入。峰頂附近的觀景台，以夕陽、雲海與秋芒景觀聞名。主峰與其周遭四個小山頭，圍繞中央低窪濕地，即大屯坪。大屯山主峰北方有寄生火山菜公坑山；南方為大屯南峰，亦是一錐形火山，峰群與西側鐘形的面天山、向天山構成一系列馬鞍形山坳；向天山頂部西側有一完整漏斗形噴火口地形，積水成池，即向天池；除此之外其他峰群頂部無明顯噴火口地形。大屯山區的登山步道群包括軍艦岩、丹鳳岩、中正山、竹子湖、大屯群峰地區、貴子坑環山步道、忠義山步道等等。
因位處台灣島北端，海拔高又迎東北季風，冬季時偶有降雪。

## 歷史
- 1764年（乾隆29年），「屯山積雪」曾收列於「淡水廳四景」，就是指這個地方。
- 1871 年（同治10年），《淡水廳志》林逢原「淡北八景」，亦指於此。
- 同治年間陳維英「淡北八景」之一[7]
- 1932年出版之地圖，大屯山主峰海拔標記為 1081公尺。
- 民國以後，新北市政府則以「屯山春色」收列為淡水新八景之一[8]。

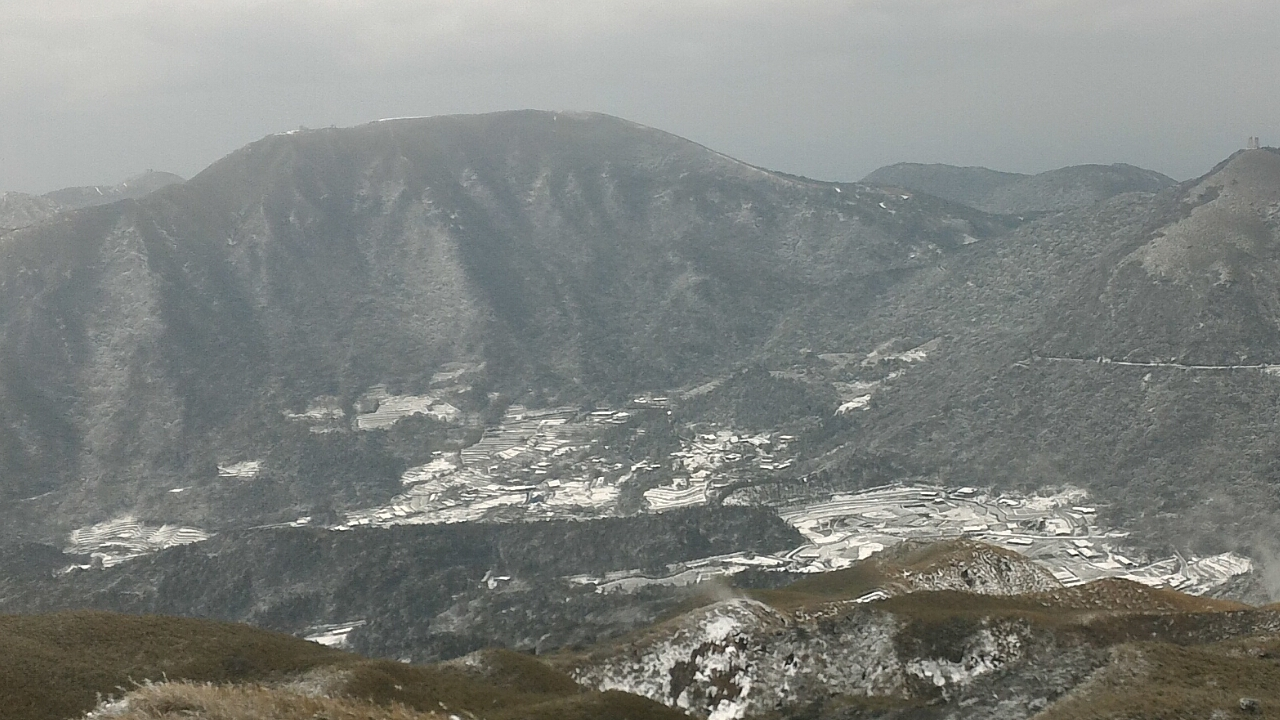
2016年1月北半球寒流時的「屯山積雪」之景。

- 2016年1月的2016年1月北半球寒流，再現「屯山積雪」之景。
- 2017年，中央研究院研究員林正洪團隊，首度證實大屯火山存在有岩漿庫[9]。
- 2018年2月再度降雪。[10]
- 2021年1月再度降雪

## 資料來源
1. ↑  
陳政偉. . 中央社. 2018-04-04  [2018-12-25]. （原始内容存档于2018-12-25） （中文（臺灣））.
2. ↑  
鄭宇軒. . 臺灣國家公園電子報. 臺灣國家公園. 2014-06-04  [2018-12-25]. （原始内容存档于2018-12-25） （中文（臺灣））.
3. 1 2  
. 陽明山國家公園. 2011-07-27  [2018-12-25]. （原始内容存档于2018-12-25） （中文（臺灣））.
4. ↑  . 飛航服務總臺. 2024-05-30  [2024-06-05]. （原始内容存档于2024-06-05）.
5. ↑  郭育任. . 微笑台灣. 天下雜誌. 2018-06-27  [2018-12-25]. （原始内容存档于2018-11-22） （中文（臺灣））.
6. ↑  . 陽明山國家公園.   [2016-02-03]. （原始内容存档于2021-07-07）.
7. ↑  林玫君.  (PDF). 新北市政府.   [2016-02-03]. （原始内容 (PDF)存档于2016-02-07）.
8. ↑  . 新北市政府.   [2016-02-03]. （原始内容存档于2016-02-07）.
9. ↑  
潘昌志. . 泛科學. 2017-02-02  [2018-12-25]. （原始内容存档于2018-12-25） （中文（臺灣））.
10. ↑  . 台視新聞. 2018-02-04  [2018-02-04]. （原始内容存档于2018-02-06）.（繁體中文）

## 外部連結
- 陽明山國家公園 （页面存档备份，存于）
- 微笑台灣：在雄渾的大屯火山，遇見大自然的舞姬 （页面存档备份，存于）
- 大屯山步道 休閒遊憩主題網 （页面存档备份，存于），臺北市政府工務局大地工程處